# Дигамма-функция

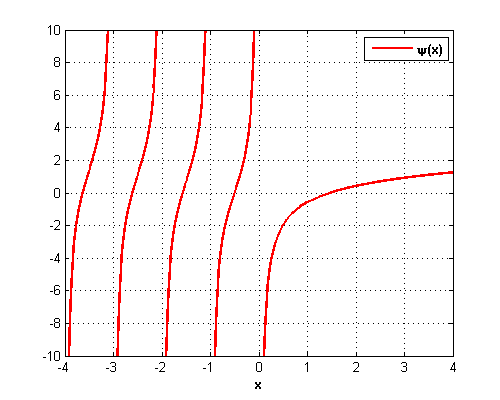
Дигамма-функция

В математике дига́мма-фу́нкция {\displaystyle {\textstyle {\psi (x)}}} определяется как логарифмическая производная гамма-функции:
{\displaystyle \psi (x)={\frac {d}{dx}}\ln {\Gamma (x)}={\frac {\Gamma '(x)}{\Gamma (x)}}.}
Она является полигамма-функцией первого порядка, а полигамма-функции высших порядков (тригамма-функция и т.д.) получаются из неё дифференцированием.

## Свойства
- Дигамма-функция связана с гармоническими числами соотношением
{\displaystyle \displaystyle {\psi (n)=H_{n-1}-\gamma },}

где {\displaystyle {\textstyle {H_{n}}}} — {\displaystyle n}-е гармоническое число, а {\displaystyle {\textstyle {\gamma }}} — постоянная Эйлера — Маскерони.
- Формула дополнения
{\displaystyle \displaystyle {\psi (1-x)-\psi (x)=\pi \operatorname {ctg} (\pi x)}}
- Рекуррентное соотношение
{\displaystyle \psi (x+1)=\psi (x)+{\frac {1}{x}}}
- Разложение в бесконечную сумму
{\displaystyle \psi (x)=\ln x-{\frac {1}{2x}}+\sum _{n=1}^{\infty }{\frac {\zeta (1-2n)}{x^{2n}}}}

где {\displaystyle \zeta (x)} — дзета-функция Римана.
- Логарифмическое разложение
{\displaystyle \psi (x)=\sum _{n=0}^{\infty }{\frac {1}{n+1}}\sum _{k=0}^{n}(-1)^{k}{\binom {n}{k}}\ln(x+k)}
- Теорема Гаусса
{\displaystyle {\frac {\Gamma '(p/q)}{\Gamma (p/q)}}=-\gamma -\ln(2q)-{\frac {\pi }{2}}\operatorname {ctg} \left({\frac {\pi p}{q}}\right)+2\sum _{0<n<q/2}\cos \left({\frac {2\pi pn}{q}}\right)\ln \sin \left({\frac {\pi n}{q}}\right)}

при целых {\displaystyle p,q} с условием {\displaystyle 0<p<q}.
- Для всех {\displaystyle z\neq -1,-2,-3,\ldots } справедливо разложения в ряд:
{\displaystyle \psi (z+1)=-\gamma +\sum _{n=1}^{\infty }{\frac {z}{n(n+z)}}.}